# Schloss Oettingen

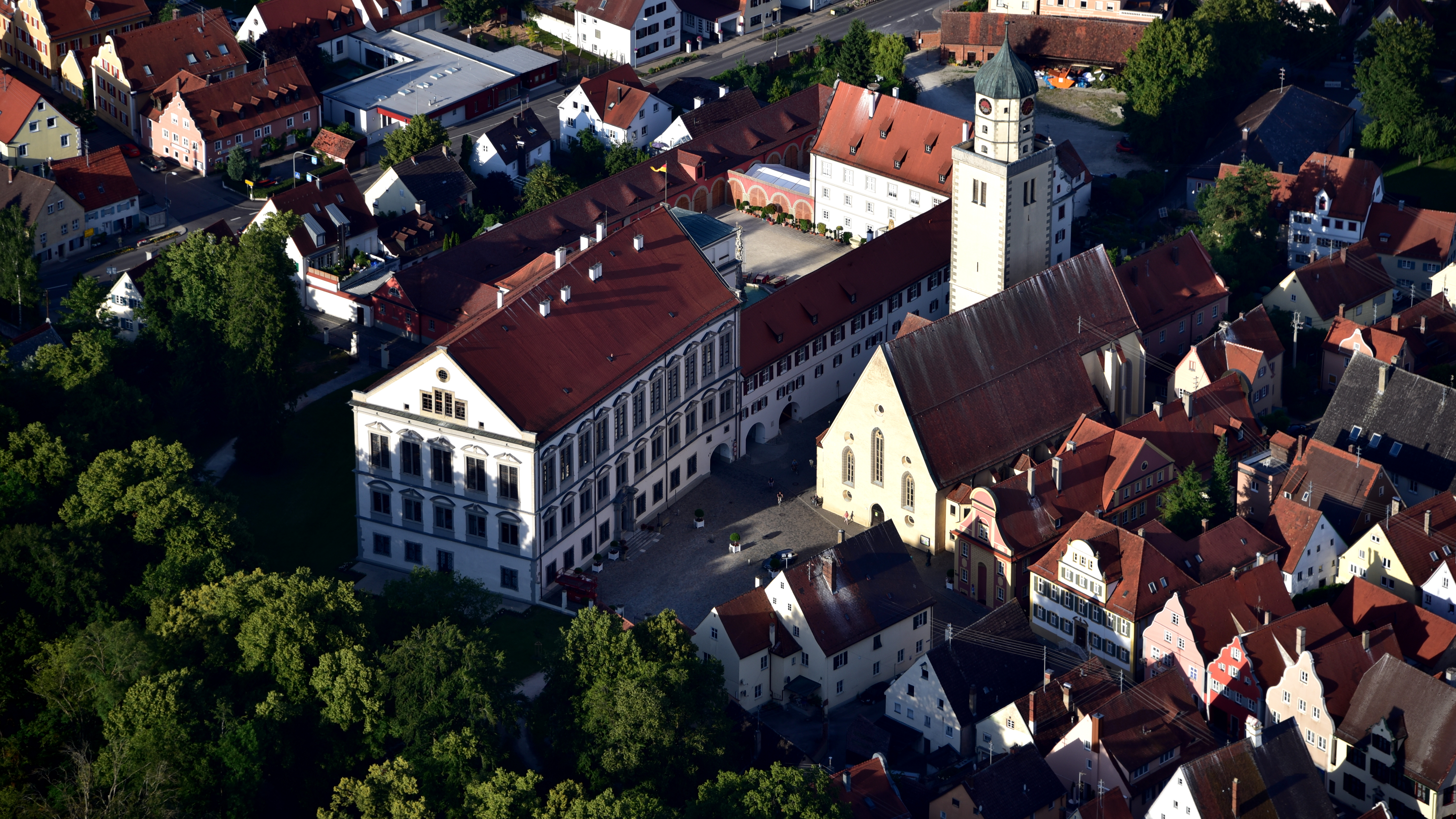
Schloss Oettingen und Kirche St. Jakob, Luftaufnahme (2016)

Das Fürstliche Residenzschloss Oettingen (auch Neues Schloss, Schloss der Münz oder Oberes Schloss genannt) in Oettingen i.Bay., einer Kleinstadt im schwäbischen Landkreis Donau-Ries wurde zwischen 1679 und 1687 erbaut und ist im Privatbesitz der gefürsteten Adelsfamilie Oettingen-Spielberg (ursprünglich eine Grafenfamilie), einer katholischen Seitenlinie der schwäbisch-fränkischen Oettingen.

## Geschichte
Das Schloss Oettingen steht an der Stelle, an der sich im 14. Jahrhundert die sogenannte „Münz“ befand. Im Jahr 1393 hatte König Wenzel den Grafen Ludwig XI. und Friedrich III. von Oettingen das Münzrecht verliehen. Der Bau der Münzstätte im Schutze des Oberen Tores und der Stadtmauer dürfte bald nach der Verleihung des Münzrechtes erfolgt sein. Teile der Grundmauern davon befinden sich noch im heutigen Schloss.
Auf Veranlassung von Fürstin Ludovika Rosalie und ihrem Sohn Johann Wilhelm von Oettingen-Spielberg erhielt der württembergische Baumeister Matthias Weiß im Jahr 1679 den Auftrag, einen Plan für den Neubau des Schlosses auszuarbeiten. Matthias Weiß war zuvor schon in Oettingen im Dienste der Linie Oettingen-Oettingen tätig, da er auch die Planung des Saalbaus des Alten Schlosses übernommen hatte. Deshalb sahen sich die beiden Oettinger Schlösser zum Teil ähnlich. Die Bauleitung hatte Karl Engel, Bruder des eichstättischen fürstbischöflichen Baumeisters Jakob Engel.

## Aufbau
Im Erdgeschoss befanden sich ursprünglich die Kanzleiräume, die auch über das Hauptportal am Schlossplatz zu erreichen waren. Daneben wurde das Obere Stadttor mit in das Erdgeschoss integriert. Im ersten Stock sind die Wohnappartments untergebracht und das darüber liegende zweite Obergeschoss enthält die Repräsentationsräume, die auch mit höheren Fenstern ausgestattet wurden. Hierzu zählen u. a. folgende Bereiche des Schlosses:
- Das sogenannte Goldene Zimmer, in dem neben Rokoko-Möbeln Bilder ausgestellt sind, darunter das Porträt der Prinzessin zu Oettingen-Wallerstein, Hofdame bei Kaiserin Maria Theresia.
- Im Roten Zimmer sind Möbel des 18. Jahrhunderts zusammen mit einem Fayence-Ofen sowie das Porträt der Herzogin Christine Luise von Oettingen-Oettingen, der Großmutter von Kaiserin Maria Theresia, zu sehen.
- Der Goldene Salon wurde von Mathias Schmuzer aus Wessobrunn und seinem Schüler Johann Georg Brix mit einer barocken Stuckdecke ausgestaltet, die Wände sind mit Rokokostuck verziert. Das große Porträt zeigt Johann Aloys I. zu Oettingen-Spielberg, der 1734 in den Fürstenstand erhoben wurde. Er war der Neffe des Erbauers des Schlosses.
- Im Festsaal ist ebenfalls der Stuck von Mathias Schmuzer vorherrschend. Bedingt durch die Akustik des Saales finden hier im Sommer die Oettinger Residenzkonzerte statt.

Der Zugang zu den Obergeschossen erfolgt über das angebaute Treppenhaus im inneren Schlosshof. Dort befindet sich in der Mitte der Marienbrunnen. Dieser wurde 1720 von Johann Meyer geschaffen und greift Motive aus Offenbarung 12,1 ff.  auf. Auftraggeber waren Fürst Franz Albrecht I. und seine Gemahlin Fürstin Johanna zu Oettingen-Spielberg.
Um den Brunnen gliedern sich im Süden der sogenannte Fremdenbau, der heute Sitz der fürstlichen Verwaltung ist, im Westen das Treppenhaus zum Schloss. Im Norden schließen sich die ehemaligen Wirtschaftsräume und die Remisen sowie im Osten der Prinzessinnenbau an. Dort befand sich im Erdgeschoss der Marstall, wo die Pferde untergebracht waren.

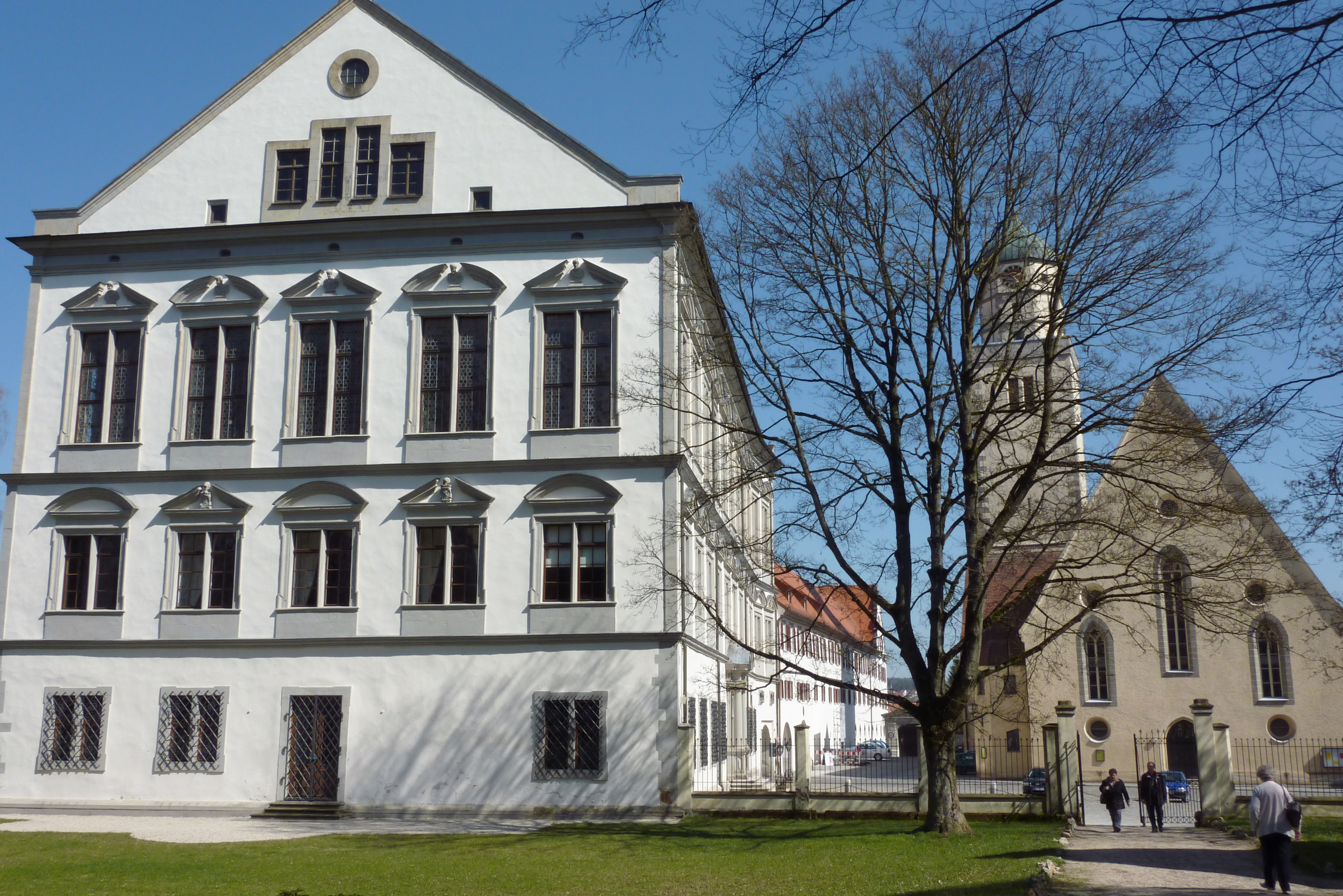
Blick von Hofgarten in Richtung Schlossplatz: Schloss Oettingen und Kirche St. Jakob
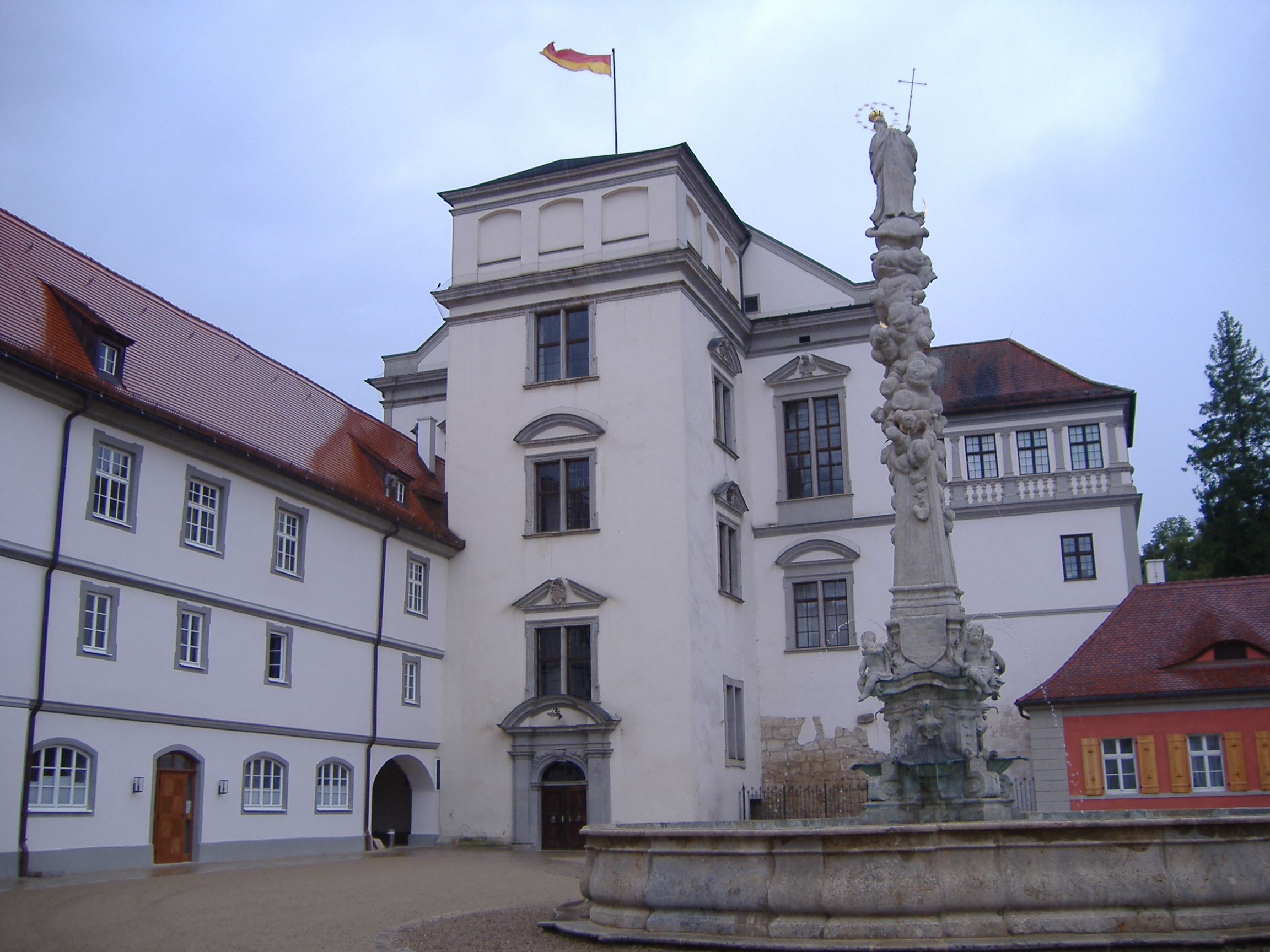
Innenhofeingang zum Schloss. Daneben der Marienbrunnen.
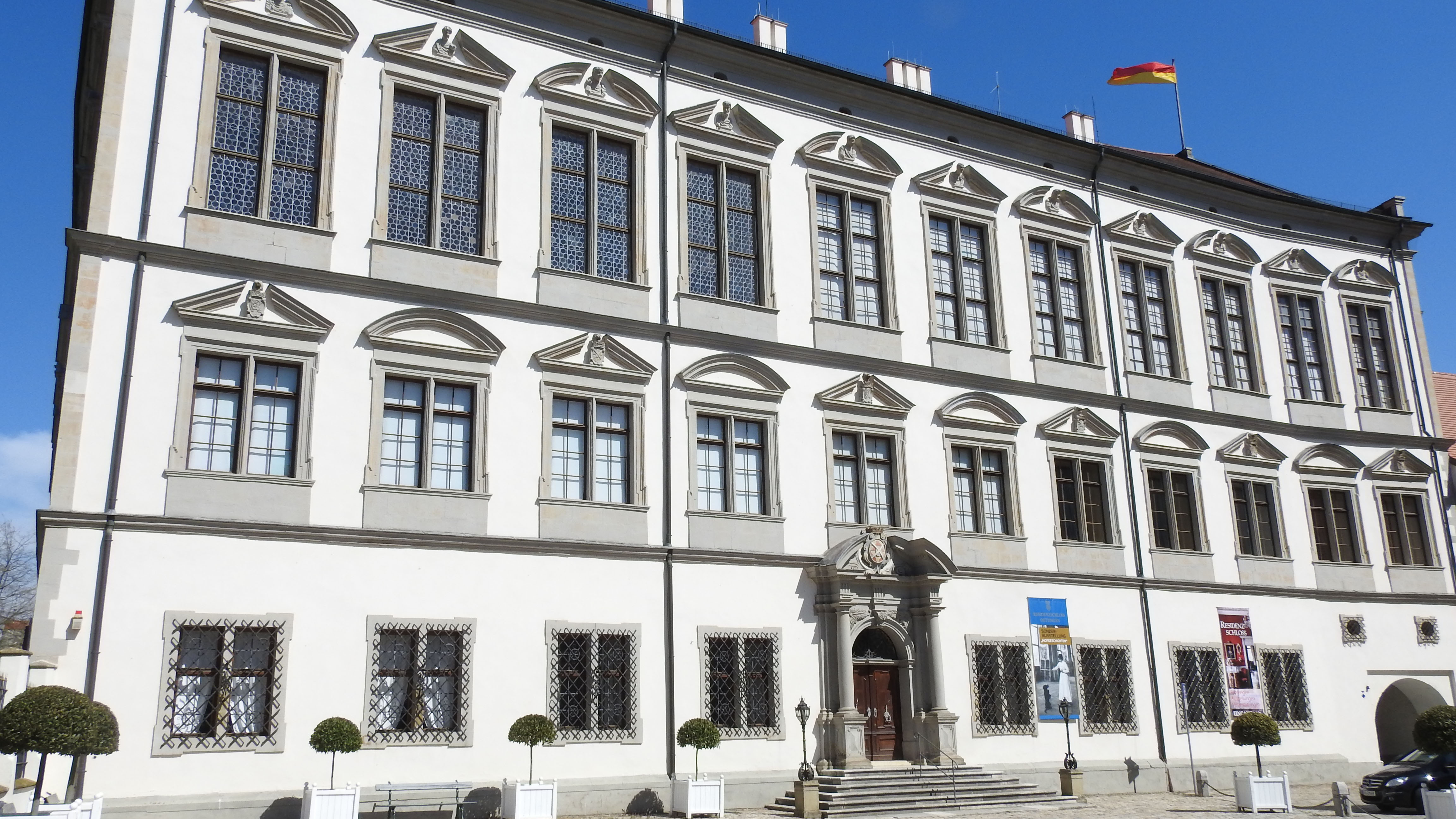
Frontansicht mit Hauptportal und dem Oberen Tor (rechts)

## Besichtigung
Die Residenzräume von Schloss Oettingen können im Rahmen einer Schlossführung besichtigt werden. Außerdem finden im Saisonverlauf verschiedene Sonderführungen statt.

## Medien
Im Jahr 2021 war das Schloss Oettingen Kulisse für die Dreharbeiten des Tatorts „Mord unter Misteln“ produziert vom Bayerischen Rundfunk.